# Chợ Phan Thiết
Chợ Phan Thiết là ngôi chợ tọa lạc tại phường Đức Nghĩa, ngay trung tâm thành phố Phan Thiết, tỉnh Bình Thuận. Vì nằm trong khu vực đông người Hoa sinh sống nên cũng được gọi dân gian là Chợ Lớn theo cách gọi chợ Bình Tây ở Thành phố Hồ Chí Minh.
Chợ Phan Thiết hình thành vào năm 1697, ban đầu nằm cạnh sông Mường Mán, nay gọi là sông Cà Ty. Người dân họp chợ họp hai bên bờ sông, còn dưới sông thì ghe thuyền tấp nập. Từ đây, nhiều loại hàng hóa được chuyên chở đi khắp nơi như Sài Gòn, Nam Kỳ Lục tỉnh và cả Campuchia. Đến khoảng cuối thế kỷ 19, Phan Thiết đã trở thành một nơi giao thương lớn của vùng duyên hải Trung kỳ, thị trấn, thị tứ, dân cư đông đúc, buôn bán nhộn nhịp. Trước cảnh tượng đó, nhà cầm quyền Pháp thuộc quyết định lập chợ Phan Thiết ở vị trí cố định bên bờ hữu sông. Cũng như Chợ Lớn ở Sài Gòn, ban đầu hộ kinh doanh ở chợ Phan Thiết chủ yếu là người Hoa. Về sau, người Việt làm ăn lớn đã cạnh tranh mạnh mẽ với thương nhân Hoa kiều. Các sạp hàng ở chợ vì thế, có cả người Hoa lẫn người Kinh.